# Antonius Hermann
Antonius Hermann OFM (německy Anton Hermann) byl františkán působící někdy mezi lety 1472 a 1635 v chebském klášteře. Je autorem promluv používaných řeholníky při pastoraci během sbírání almužen (kolektur) zpravidla v podobě potravin pro domovský klášter.